# Gaio Proculeio
Gaio Proculeio (in latino Gaius Proculeius; fl. 36-22 a.C.) è stato un nobile romano, amico dell'imperatore Augusto.

## Biografia

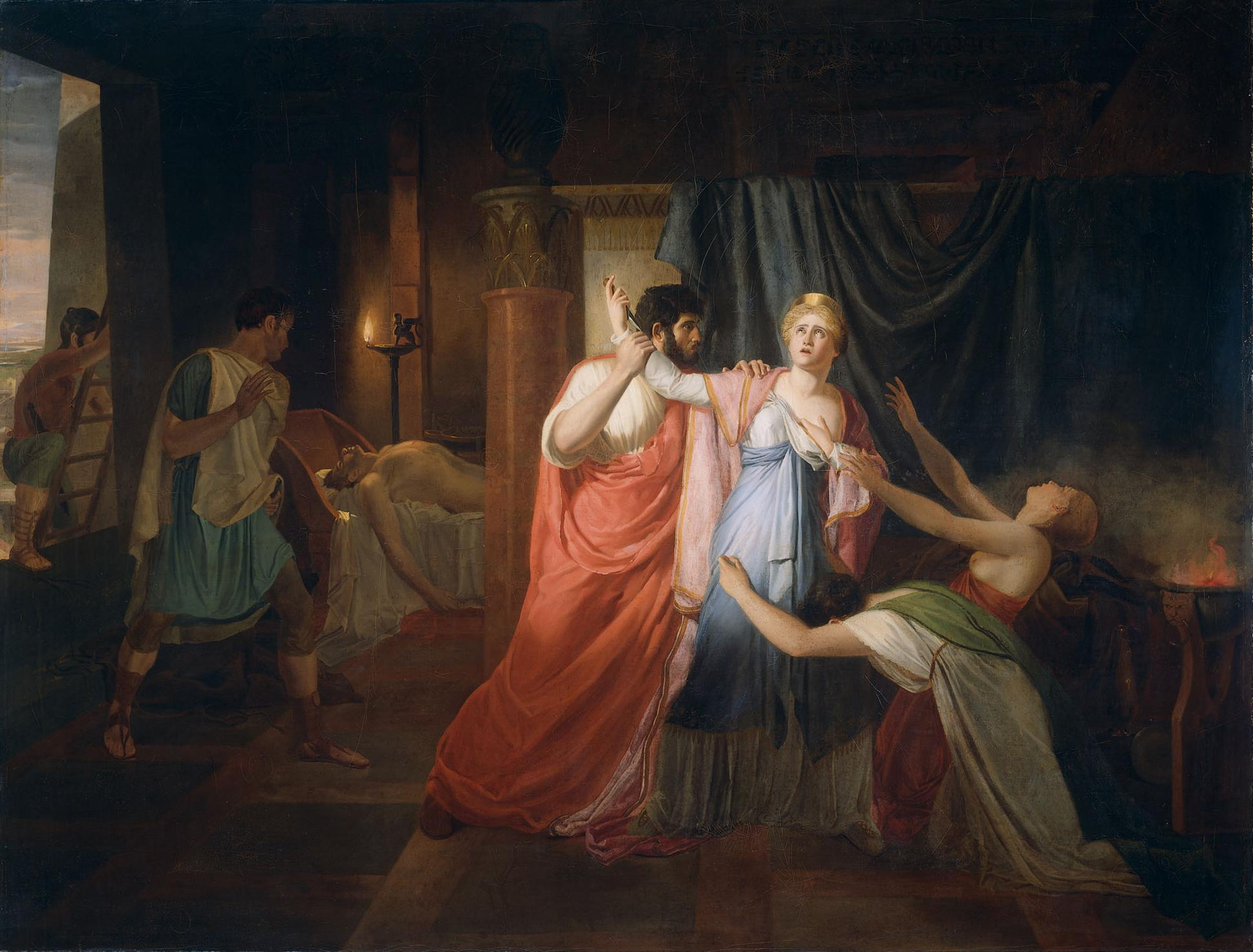
Proculeio impedisce il suicidio di Cleopatra, di Jean-Eugène-Charles Alberti (1810; Toneelmuseum, Amsterdam)

Figlio di un certo Lucio Proculeio, come dimostrato da evidenza monetaria, Gaio proveniva da una famiglia di rango equestre; era fratellastro di Terenzia, moglie di Gaio Cilnio Mecenate, di un'altra Terenzia, madre di Lucio Seio Strabone, di Aulo Terenzio Varrone Murena, console designato del 23 a.C., e di Lucio Licinio Varrone Murena, cospiratore contro Augusto (questi ultimi due furono forse la stessa persona).
Era intimo amico di Ottaviano, erede di Giulio Cesare, ed era al suo fianco nel corso dell'ultima guerra civile repubblicana; durante la guerra contro Sesto Pompeo in Sicilia Ottaviano, che aveva subito diverse sconfitte e dei naufragi della flotta, colto dalla disperazione chiese a Proculeio di ucciderlo, ma questi si rifiutò e poco dopo Ottaviano vinse la decisiva battaglia di Naulocoo (settembre 36 a.C.). Durante la successiva guerra contro Marco Antonio e Cleopatra, Proculeio fu mandato a parlare con la regina durante l'assedio di Alessandria e riuscì a catturarla e a evitare che si uccidesse nella propria tomba; Cleopatra, però, pose fine alla propria vita qualche giorno dopo. Probabilmente in quel periodo Proculeio diventò amico con Gaio Cornelio Gallo, futuro praefectus Aegypti.
Il cavaliere fu uno dei possibili candidati che Ottaviano, ormai diventato imperatore con il titolo di Augusto, prese in considerazione come marito della figlia Giulia, poi andata in sposa prima ad Agrippa e poi a Tiberio. Nel 26 a.C. Gallo cadde in disgrazia e fu costretto al suicidio, poiché accusato di congiura contro il princeps; in quell'occasione Proculeio mostrò aperto disprezzo per l'accusatore di Gallo, Valerio Largo. Questo evento marcò l'inizio della fine del rapporto tra Proculeio e Augusto, deterioratosi ancora di più a seguito della congiura di Varrone Murena (23 o 22 a.C.), il fratellastro del cavaliere, e per il quale questi chiese inutilmente la grazia. In una data imprecisata dopo questo evento, Proculeio pose fine alla propria vita ingerendo del gesso, poiché soffriva di violenti e insopportabili dolori di stomaco.